# Panneau d'interdiction d'accès aux caravanes en France
Le panneau de signalisation routière français circulaire à fond blanc, bordé d’une couronne rouge et portant en son centre un pictogramme noir représentant une caravane signale à l’usager de la route une interdiction d'accès aux véhicules tractant une caravane ou une remorque de plus de 250 kg, tels que le poids total roulant autorisé, véhicule et caravane ou remorque, ne dépasse pas 3,5 t.

## Histoire
Le panneau d'interdiction aux véhicules à moteur apparaît en 1931 sous trois formes : "circulation interdite aux automobiles" avec le symbole d'une voiture, "circulation interdite aux motocyclettes" avec le symbole d'une moto et "interdiction pour tous véhicules automobiles" avec les deux symboles.
Mais il faut attendre 2002 pour voir apparaître un panneau d'interdiction aux caravanes. Celui-ci est toujours en vigueur.

## Caractéristiques
Il existe cinq gammes de dimensions de panneaux de priorité.

## Implantation

### Implantation longitudinale
Les panneaux de prescription du type B9i sont placés au voisinage immédiat de l'endroit où la prescription commence à s'imposer. Ils doivent être répétés après chaque intersection autre que celles avec des voies privées non ouvertes à la circulation publique ou des chemins de terre.

### Distance latérale

Implantation d'un panneau de danger sur trottoir en agglomération

Sauf contrainte de site, la distance entre l'aplomb de l'extrémité du panneau situé du côté de la chaussée et la rive voisine de cette extrémité ne doit pas être inférieure à 0,70 m.
En rase campagne, les panneaux sont placés en dehors de la zone située en bord de chaussée et traitée de telle façon que les usagers puissent y engager une manœuvre de redirection ou de freinage dite « zone de récupération », ou leur support au minimum à 2 m du bord voisin de la chaussée, à moins que des circonstances particulières s'y opposent (accotements étroits, présence d'une plantation, d'une piste cyclable, d'une voie ferrée, etc.).
En agglomération, les panneaux sont placés de manière à minimiser la gêne des piétons.
Le support d'un signal peut aussi être implanté sur une propriété riveraine ou ancré à une façade après accord du propriétaire ou par application si cela est possible en vertu du décret-loi du 30 octobre 1935 et du décret 57180 du 16 février 1957.

### Hauteur au-dessus du sol
En rase campagne, la hauteur règlementaire est fixée en principe à 1 m (si plusieurs panneaux sont placés sur le même support), cette hauteur est celle du panneau inférieur), hauteur assurant généralement la meilleure visibilité des panneaux frappés par les feux des véhicules. Elle peut être modifiée compte tenu des circonstances locales soit pour assurer une meilleure visibilité des panneaux, soit pour éviter qu'ils masquent la Circulation.
En agglomération, lorsqu’il y a un éclairage public, les panneaux peuvent être placés à une hauteur allant jusqu'à 2,30 m pour tenir compte notamment des véhicules qui peuvent les masquer, ainsi que de la nécessité de ne gêner qu'au minimum la circulation des piétons.

### Position de la face
Le plan de face avant d'un panneau implanté sur accotement ou trottoir doit être légèrement incliné de 3 à 5° vers l'extérieur de la route afin d'éviter le phénomène de réflexion spéculaire qui peut, de nuit, rendre le panneau illisible pendant quelques secondes.

## Visibilité de nuit
Les panneaux et panonceaux de signalisation doivent être visibles et garder le même aspect de nuit comme de jour. Les signaux de danger sont tous rétroréfléchissants ou éventuellement dans certaines conditions définies ci-dessous, éclairés.
Les revêtements rétroréfléchissants doivent avoir fait l'objet, soit d'une homologation, soit d'une autorisation d'emploi à titre expérimental. La rétroréflectorisation porte sur toute la surface des panneaux et panonceaux à l'exception des parties noires ou grises.